# David Ovason
David Ovason est un essayiste américain qui explore les thèmes de l'astrologie, la symbologie, la franc-maçonnerie, l'occultisme et les théories du complot. C'est un spécialiste de l'œuvre de Nostradamus.

## Théories
Dans son livre sur l'architecteur de la ville de Washington D.C., préfacé par le frère C. Fred Kleinknecht de haut grade il affirme que le franc-maçon George Washington aurait exigé que la ville soit construite dans un carré symbolique.

## Publications

### Essais
- The Secret Architecture of Our Nation's Capital: The Masons and the Building of Washington, D.C., 2002.
- The Secrets of Nostradamus: A Radical New Interpretation of the Master's Prophecies. 2002.
- The Secret Symbols of the Dollar Bill : A Closer Look at the Hidden Magic and Meaning of the Money You Use Every Day, 2004.
- The Two Children: A Study of the Two Jesus Children in Literature and Art, 2001.
- Book of the Eclipse, The: The Spiritual History of Eclipses and the Great Eclipse of '99, 1999.
- The History of the Horoscope, 2005
- Nostradamus: Prophecies for America, 2001.
- The secret Zodiacs of Washington DC : Was the city of Stars planned by masons, 1999.

### Préface
- Préface au livre de Mark Hedsel, The Zelator: A Modern Initiate Explores the Ancient Mysteries, 2000.